# مریم هوله
مریم هوله (زادهٔ ۱۳۵۷ در تهران) شاعر ایرانی است. او به عنوان نویسنده کتاب‌های «هرگز از دست‌های من پرواز نخواهد کرد» و «در کوچه‌ای چون آتن» شناخته می‌شود.

## زندگی و آثار
مریم هوله در سال ۱۹۹۵ پای پیاده و مخفیانه به یونان رفت و در ۲۷ روز پیاده‌روی شبانه خود را به آتن رساند. در همان سال نخستین مجموعه شعر او به نام "بادبادک هرگز از دست‌های من پرواز نخواهد کرد" در آمریکا منتشر شد و کتاب دومش هم به نام "در کوچه‌های آتن" در ابتدای سال ۲۰۰۰ در تهران منتشر شد.
وی در سال ۲۰۰۰ به دعوت بنیاد پژوهش‌های زنان به سوئد سفر کرد و کتاب «باجه نفرین» را به چاپ رساند و در سال ۲۰۰۳ نیز به کمک انجمن قلم سوئد به این کشور مهاجرت کرد.
او در سال ۲۰۰۴ دو کتاب «کمپانی دوزخ» و «جذام معاصر» و یک کتاب به زبان کردی به نام «شیته گورانی کانی باران» را منتشر کرد. همچنین در سال ۲۰۰۶ کتاب «خواب چسبناک پروانه در تبعید» را به دو شکل شنیداری و الکترونیکی منتشر کرد.
او در آلبوم «ص» شاهین نجفی که در ۱ مه ۲۰۱۵ (۱۱ اردیبهشت ۱۳۹۴) منتشر شد، به‌طور مشترک با شاهین نجفی، ترانه‌سرایی ترانه «ص» را برعهده داشت.

## کتاب
- بادبادک هرگز از دست‌های من پرواز نخواهد کرد - انتشارات میگلن گرافیس - ۱۳۷۹
- در کوچه‌های آتن - نشر میر کسری - تهران - چاپ اول:۱۳۷۹ و چاپ دوم: ۱۳۸۲
- باجه نفرین - نشر باران - ۲۰۰۱
- کمپانی دوزخ - نشر ارزان-سوئد ۲۰۰۴ چاپ اول
- جذام معاصر - نشر ارزان-سوئد ۲۰۰۴ چاپ اول
- خواب چسبناک پروانه در تبعید - نشر الکترونیکی- دوات ۲۰۰۶
- تبانی در این راز- نشر مانیها ۲۰۱۵[نیازمند منبع]